# Губернаторский дом (Великий Новгород)
Губернаторский дом — памятник архитектуры. Расположен в Великом Новгороде, современный адрес дома — Большая Московская улица, 7 / Иваньская улица, 5.

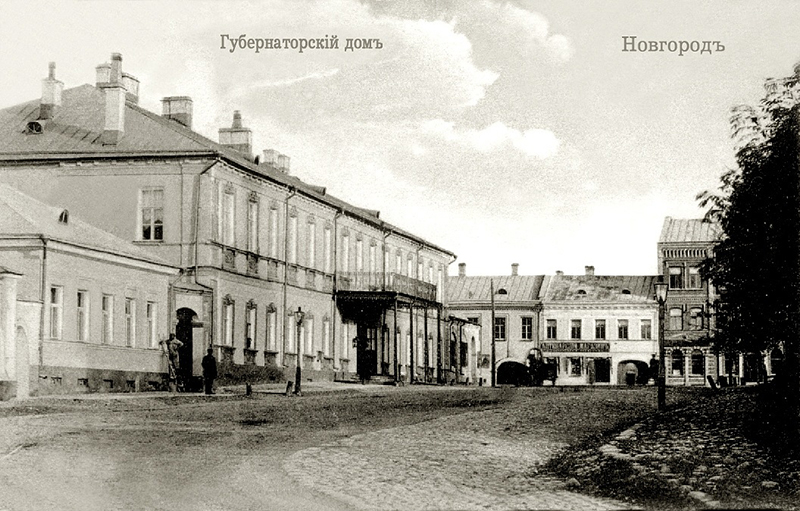
Здание в конце XIX века

Двухэтажное прямоугольное в плане здание было построено в 1770-е годы, при Я. Е. Сиверсе. Согласно Л. А. Секретарь, авторами проекта могут быть П. Никитин или М. Казаков.
Главный фасад выходит на юг, его делят вертикальные лопатки. По горизонтали на уровне карниза идут П-образные, между этажами — прямоугольные щиты, выложенные из кирпича. Оконные наличники украшены ушками и замками, над центральной частью дома в три оси расположен треугольный фронтон, украшенный дентикулами, над аттиком. Углы здания оформлены широкими лопатками, первый этаж южного и восточного фасадов рустован. Над центральным входом расположен козырёк на фигурных кронштейнах, сделанный в 1960-х годах «в духе XIX века».
Здание многократно перестраивалось. Изначальный декор был выполнен в стиле раннего классицизма и сбит в начале XIX века (включая фронтон), по проекту И. Дмитрова вместо него были сделаны две горизонтальные тяги между этажами и балкон на четырёх колоннах. В 1830-е годы по проекту И. Ф. Соколова балкон был заменен на консольный, на месте старой парадной лестницы сделана каменная на сводах. В 1850-1860х годах фасад был оформлен в стиле эклектики: штукатурные наличники были с картушами и волютами на втором этаже, и с львиными маскаронами на первом, первый этаж был рустован, на карнизе сделаны модульоны. Планировка дома при перестройках также менялась.
В начале XX века в здании располагались канцелярия, её вспомогательные службы, губернские присутствия по воинской повинности, по земским и городским делам, новгородская учёная архивная комиссия, попечительство детских приютов, общество Красного креста и прочие мелкие учреждения. После революции в здании до 1924 года размещался исполком, потом дом стали приспосабливать под музей, который перевели в Кремль в 1931 году. Здание заняло военное ведомство.
Во время Великой Отечественной войны была утрачена крыша и частично — декор. При послевоенном восстановлении в 1947 году был заменен карниз, утрачен балкон, переделано и изменено прочее оформление. В 1960-е годы часть деревянных перекрытий заменили на железобетонные. В 1995—1999 годах дом реставрировали под руководством Г. П. Никольской с участием архитекторов И. В. Богуцкой и В. М. Ястребовой; предполагалось восстановить фасад в формах конца XIX-начала XX века, с лепниной и балконом, но из-за сложности, стоимости работ и отсутствия мастеров был восстановлен декор времён раннего классицизма.
Здание занято музыкальной школой. С востока и северо-запада к зданию примыкают современные двухэтажные здания, при их постройке в 1960-х годах были заложены 12 окон северного и 2 окна западного фасадов.